# Saint Martins (Nouvelle-Zélande)
Saint Martins est une banlieue interne de la cité de Christchurch, dans l’île du Sud de la Nouvelle-Zélande.

## Situation
Elle est située à deux kilomètres au sud du centre-ville de Christchurch.
C’est une zone principalement résidentielle.
St Martins abrite un petit centre commercial situé sur Wilsons Road, l'artère principale de la banlieue.
Comme la plupart des banlieues de Christchurch, Saint Martins n’est pas de limites clairement définies de par la législation. La rivière Ōpāwaho / Heathcote est généralement utilisée comme limite de St Martins sur trois côtés, la séparant de Beckenham à l'ouest, de Sydenham et Waltham au nord, et d'Opawa à l'est. Toutefois, certaines parties de ces banlieues sont également parfois désignées sous le nom de St Martins. La limite sud de St Martins est habituellement associée au bas des collines de Port Hills, les banlieues voisines de Huntsbury et Hillsborough occupant le terrain vallonné au sud.
Avant l'arrivée des Européens, une grande partie de la banlieue était constituée de marais et de marécages fortement liés à l'écosystème du Ōpāwaho. La proximité de la rivière et l'état d'origine des terres ont causé des dégâts lors des tremblements de terre de 2010 et 2011 qui ont frappé la région. Dans de nombreuses zones de la ville, y compris à St Martins, le niveau du sol a baissé de 20 à 30 centimètres, rendant les zones déjà basses proches de la rivière plus susceptibles d'être inondées pendant les périodes de fortes pluies.

## Histoire et toponymie
Le terrain a été acheté par Henry Phillips au début de la colonisation européenne et converti en verger, que Phillips a exploité pour lui-même et sa famille. C'est Phillips qui a nommé en premier le secteur St Martins, bien que l'origine exacte de ce nom ne soit pas claire. Il est probable que le lieu ait été nommé d'après Saint Martin's Hall à Londres, où se tenait un rassemblement de pionniers de Canterbury (auxquels Phillips était associé) juste avant leur départ pour Christchurch.
Le verger a été subdivisé pour la première fois par Phillips en 1863 sous le nom de St Martins, qui est apparu dans les sources officielles quinze ans plus tard. Comme de nombreuses banlieues voisines, le quartier s'est progressivement développé à la fin du XIXe siècle et au début du XXe siècle, avec des aménagements réalisés à la demande de la population locale. En 1923, un groupe communautaire de St Martins dirigé par un maçon et syndicaliste local reçoit le soutien du conseil municipal de Christchurch pour construire une bibliothèque, un compromis par rapport à l'objectif initial du groupe qui était de construire une salle communautaire. La bibliothèque a été officiellement inaugurée en 1927 par le maire John Kendrick Archer (en) et comptait 273 abonnés à la fin de l'année. La bibliothèque a finalement été fermée en raison des dommages causés par le tremblement de terre de 2011.

## Éducation
Il y a, dans la banlieue, un certain nombre d’écoles dont « Saint Martins Primary School » ouverte en 1956, « Hillview Christian School » créée en 1977 et « Rudolf Steiner School ».
Saint Martins compte parmi ses aménagements les parcs de « Hansen », de « Centaurus » et de « Saint Martins ».